# 台灣最前線
《台灣最前線》是台灣民視新聞台的政論談話性節目，接檔《國會最前線》，製作人兼主持人許仲江。於2018年3月12日開播至今，目前播出時間為週一至週六19:55-21:54。

## 主持人
- 許仲江（每週一至週五）
- 何文堯（每週六）

## 事件

### 彭文正酸收視率低
2019年4月，晚間政論節目《政經看民視》被民視董事會無預警決議停播，並於同月24日遭到腰斬，至於停播因素外界傳聞甚多。《政經看民視》主持人彭文正對民視董事會的指控節目製作成本過高不以為然，隔日貼出收視率表現，「《政經看民視》熄燈號收視率是0.97，接棒的《台灣最前線》收視率是0.49」，「《政經》未收任何置入，光是靠1年廣告收入，就高達入1億6千萬元」，直指《台灣最前線》收視率才真的會讓民視虧錢。
許仲江僅回應，兩方的立足點不同，且《政經看民視》在民視「多年經營，這樣比較是不公平的」，也喊話「想固守家園的不是只有彭P（彭文正）跟《政經》」。

### 許仲江被稱義工
外界稱《政經看民視》停播原因之一，可能是因為節目製作人力費用太高，團隊「三年領走」新台幣近一億元。2019年4月，彭文正在網路開嗆：「從明天開始不領主持費，做民視的義工，做台灣的義工。這樣，還有理由停播《政經看民視》嗎？」民視新聞傳播群副總經理胡婉玲則回酸：「一切都太遲了，許仲江《台灣最前線》已經先應徵上義工」。據2019年4月26日自由電子報報導：許仲江則笑稱自己為民視員工，即使接下主持棒也僅拿月薪。

## 節目開場白
- 歡迎收看台灣最前線，我是許仲江。

## 註解
1. ↑  . 民視新聞網. 2018-03-19  [2018-12-20]. （原始内容存档于2018-12-20） （中文（臺灣））.
2. ↑  林南谷. . 自由時報. 2019-04-24  [2019-05-08]. （原始内容存档于2019-05-08）.
3. 1 2  蕭宇涵. . 自由時報. 2019-04-26  [2019-05-08]. （原始内容存档于2019-05-08）.
4. 1 2  廖昱涵、宋志民. . 台灣壹週刊. 2019-04-23  [2019-05-08]. （原始内容存档于2019-05-08） （中文（臺灣））.

## 外部連結
- 台灣最前線的Facebook專頁
- YouTube上的台灣最前線頻道

## 電視的變遷
| 臺灣 民視新聞台 每週一至週五 14:00 - 15:00                      | 臺灣 民視新聞台 每週一至週五 14:00 - 15:00                        | 臺灣 民視新聞台 每週一至週五 14:00 - 15:00 |
| --------------------------------------------------------------- | ----------------------------------------------------------------- | ------------------------------------------ |
|                                                                 | 台灣最前線 （2018年3月12日－2019年4月22日）                       |                                            |
| 國會最前線 （2017年11月20日－2018年3月9日）                     | 2點說新聞                                                         |                                            |
| 每週一至週六 19:55 - 21:54                                      |                                                                   |                                            |
| 政經看民視 （2016年8月22日－2019年4月22日）                     | 台灣最前線 （2019年4月23日－2019年4月27日）                       | —                                          |
| 每週一至週五 19:55 - 21:55                                      |                                                                   |                                            |
| —                                                               | 台灣最前線 （2019年4月29日－2025年6月6日）                        | 台灣最前線 （節目長度縮減10分鐘）          |
| 每週一至週五 19:55 - 21:45 2025年7月24日至7月25日 19:55 - 23:00 |                                                                   |                                            |
| —                                                               | 台灣最前線 （2025年6月9日－）                                     | —                                          |
| 每週六 19:55 - 20:55                                            |                                                                   |                                            |
| —                                                               | 台灣最前線 （2019年6月8日－2023年11月18日，2023年12月16日）       | 台灣最前線 （節目長度延長1小時）           |
| 每週六 19:55 - 21:54                                            |                                                                   |                                            |
| —                                                               | 台灣最前線 （2023年11月25日－2023年12月9日） （2023年12月23日－） | —                                          |

| 臺灣 民視台灣台 | 臺灣 民視台灣台                             | 臺灣 民視台灣台 |
| --------------- | ------------------------------------------- | --------------- |
|                 | 台灣最前線 （2018年3月12日－2019年4月22日） |                 |
| —               | —                                           |                 |